# Anne Phelan
Anne Mary Phelan (OAM), född 2 augusti 1948 i Melbourne, död 27 oktober 2019 i Bendigo, var en australisk skådespelare. Hon är bland annat känd i rollen som "top dog" Myra Desmond i TV-serien Kvinnofängelset. Hon medverkade även i bland annat Bellbird och Something in the Air.